# Gustavia gentryi
Gustavia gentryi là một loài thực vật có hoa trong họ Lecythidaceae. Loài này được S.A.Mori mô tả khoa học đầu tiên năm 1979.